# Orion Telescopes & Binoculars
Orion Telescopes & Binoculars — колишня американська роздрібна компанія, яка продавала телескопи, біноклі та аксесуари онлайн і в магазинах для астрономів та спостерігачів за птахами. Компанія була заснована у 1975 році та мала корпоративні офіси у Вотсонвіллі, штат Каліфорнія. Велику частину своєї продукції для Orion Telescopes & Binoculars виробляла компанія Synta під брендом Orion.
У липні 2024 року журнал Sky and Telescope повідомив, що компанія Optronic Technologies, власник Orion Telescopes, закрила свої підприємства в Каліфорнії та звільнила всіх працівників.

## Історія
Компанія Orion Telescopes & Binoculars була заснована в 1975 році в гаражі в Санта-Крусі (Каліфорнія) Тімом Гізелером, який став її президентом і генеральним директором.
У січні 2005 року Orion був придбаний Imaginova, американським конгломератом, заснованим у 1999 році Лу Доббсом. Після цього Orion почав продавати продукти інших брендів, таких як окуляри Tele Vue і навіть телескопи Celestron.
У червні 2021 року Orion придбав Meade Instruments.

## Продукти

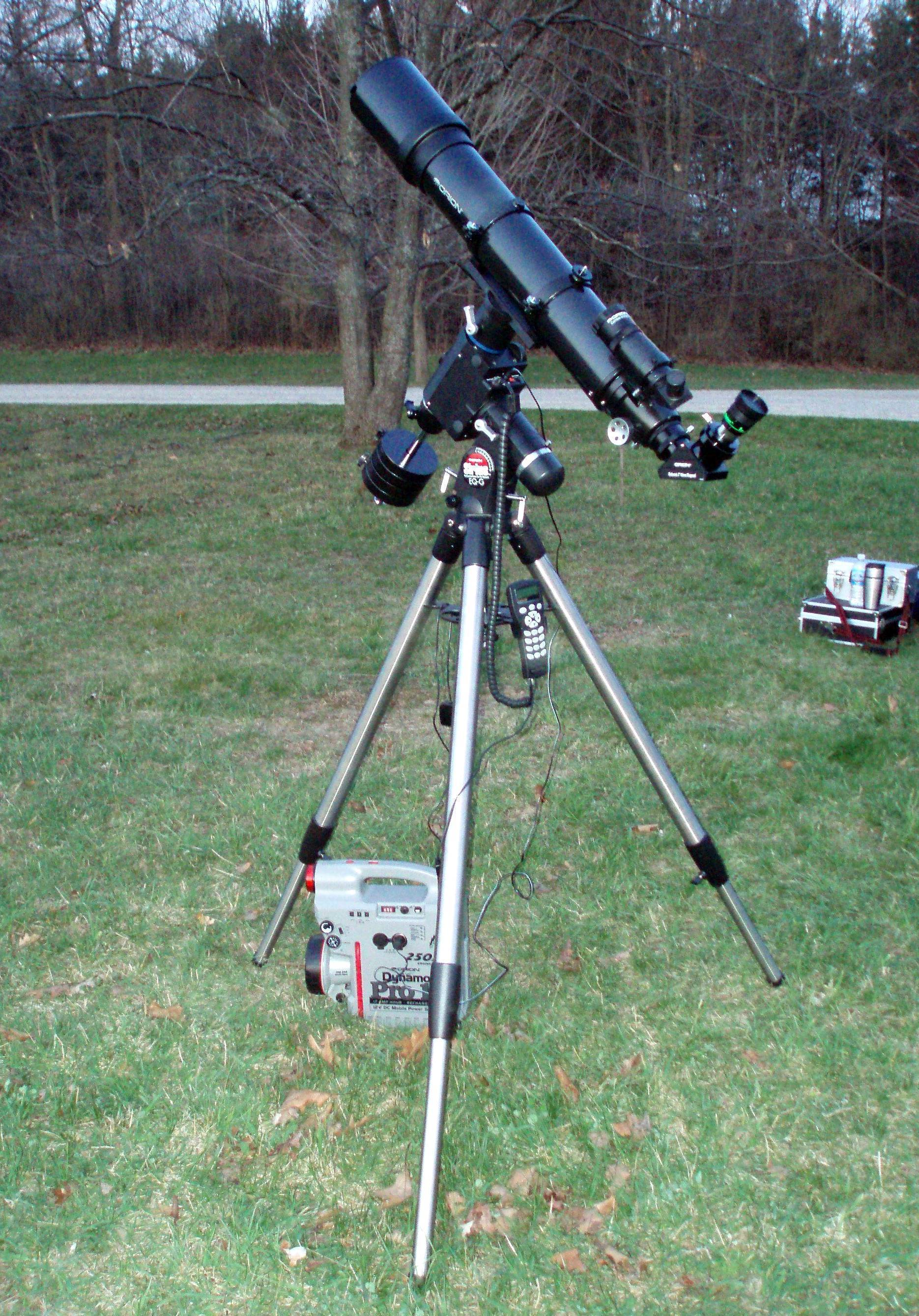
Рефрактор Orion ED120 на монтуванні Sirius EQ-G системи GoTo (телескопи), обладнаний GPS, німецька екваторіальна установка з портативним джерелом живлення 12 В

Orion продавав ряд телескопів, включаючи телескопи Ньютона, Максутова, Шмідта-Кассегрена, Річі-Кретьєна та рефрактори, а також різні монтування для них, включаючи монтування GoTo з можливістю автоматичного наведення на об'єкти.
Наприкінці 2005 року компанія Celestron (нещодавно придбана тайваньською корпорацією Synta) оголосила про угоду, згідно з якою моделі телескопів Celestron системи Шмідта-Кассегрена апертурами 8, 9,25 і дюймів (28 см) під брендом Orion стали продаватись з фірмовими екваторіальними монтуваннями Orion (також виробництва Synta).
До найкращих за оптичними параметрами телескопів марки Orion належала серію двоелементних апохроматичних рефракторів, також виготовлених компанією Synta.
Orion також продавав біноклі для астрономічних і наземних спостережень, мікроскопи та монокулярні труби для орнітологів або стрільців.